# Розбрат

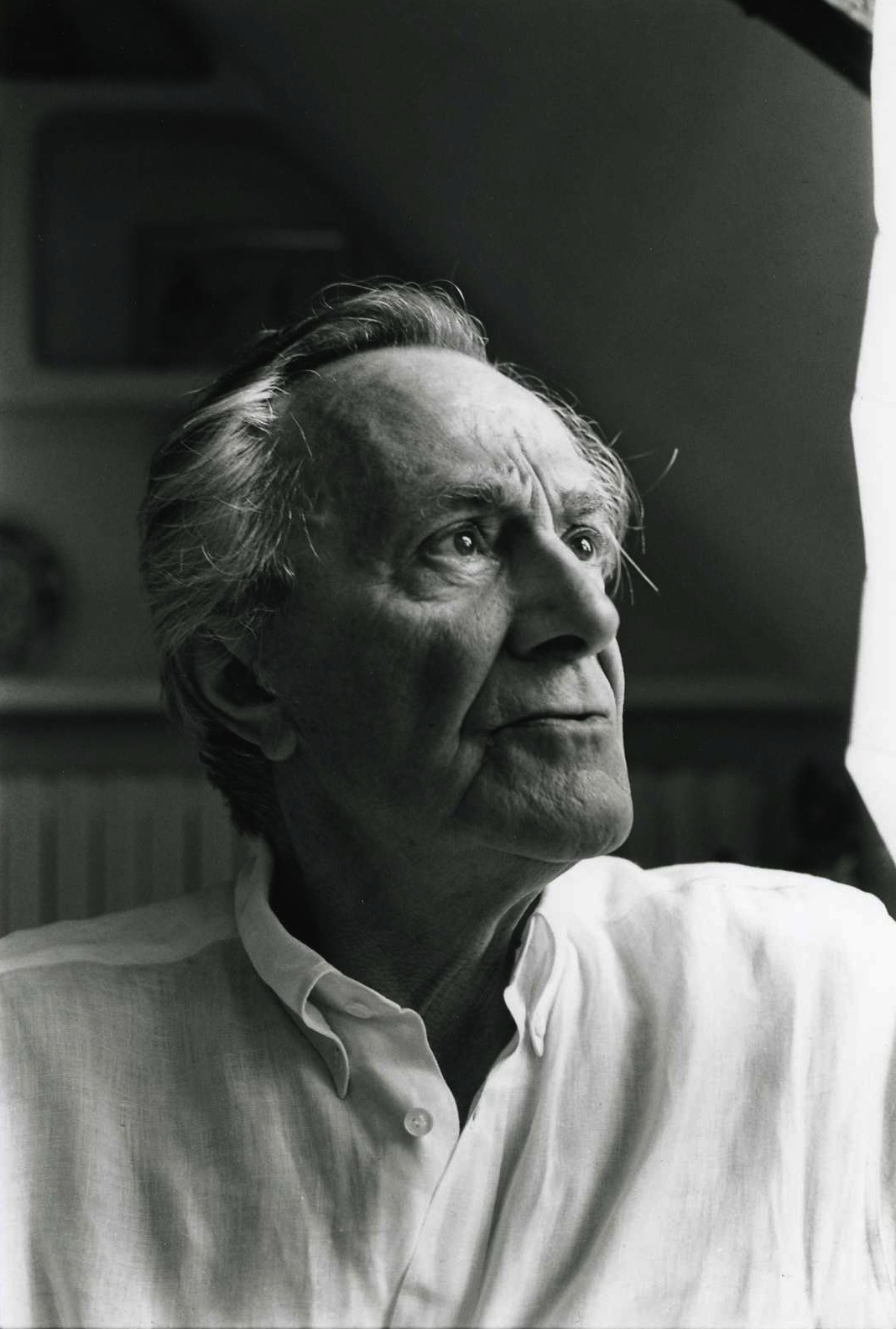
Жан-Франсуа Лиотар (1924–1998)

«Розбрат» (фр. "Le Différend", 1986) — праця Ж.-Ф. Ліотара, яку він називає своєю головною книгою. Автор праці показує, яким чином можна уникнути придушення однієї парадигми іншою при владарюванні гетерогенності форм мислення та життя. Аналізуючи різноманітні мовні ігри, французький філософ уводить поняття "режим речення", розуміючи під цим набір правил, згідно з яким одержують смисл речення тієї чи іншої функціональної орієнтації (палітра функцій досить різноманітна — від функції розмірковувати до функції приписувати, при цьому кожне речення визначається своєю функцією і не може бути переведений в інший функціональний режим). З «режимомо речення» пов'язаний "жанр дискурсу" — це як раз я є сукупність правил, завдяки яким такі «такі, що не перекладаються одне в одне» речення різного функціонального режиму можна узгодити одне з одним, щоб мати можливість досягнення визначеної мети (оцінити, виправдати, контролювати). Речення, які представляють різні функціональні режими, не можна перевести одне в одне, проте з них можна побудувати ланцюжок, якщо це припустимо жанром дискурсу, до якого вони належать.
Речення — унікальна подія, зв'язок якої з певним положенням справ віжбувається через «функціональний режим», вони є ефектами поверхні, відділеними одне від одного за допомогою «ніщо» ; тому, коли відбувається забуття «ніщо», виникає можливість поєднання речень у межах конкретного «жанру дискурсу», одне речення набуває статусу «попереднього», а інше — «наступного». Кожне речення оточене розривами «ніщо», які маскуються системами пов'язаних одне з одним випадкових речень різних функціональних режимів, смисл яких розкривається завдяки наявності подій.
Коли речення певного режиму вимовлене (або в термінах Ліотара — «трапляється»), воно перетворюється на подію, яка викливає необхідність вибору продовження. Саме тут виникає конфлікт між режимами речень, оскільки обираючи один із режимів обов'язково відбувається «обмеження в правах» нереалізованих можливостей наступної побудови ланцюжка речень. Для вирішення конфлікту режимів, що виникає в межах одного жанру, використовується судова процедура — «тяжба» фр. litige. Між реченнями різних жанрів виникає «розбрат» фр. differend, що характеризується принциповою нерозв'язністю, тому що не існує єдиного метаправила для різних жанрів дискурсу. Щоб уникнути подібної ситуації, Ліотар пропонує не допускати можливості абсолютного розриву між жанрами дискурсу, а також боротися проти спроб одного жанру перетворитися у домінуючий та підкорити собі усі інші.
У концепції Ліотара мова веде своєрідну «онтологічну гру», бо речення пов'язане з подією, відбувається, воно є репрезентацією Всесвіту. Але, вже, відбувшись, речення забувається, щоб бути витісненим із ріки часу іншим реченням, яке репрезентуючи його, й свою чегу забуває себе. Буття, щоб бути наявним, повинно бути представлено, репрезентовано, те, що не представлене, не є існуючим. З цієї причини постмодерна філософія уявляється Ліотаром як філософія відмінності, розриву, розбрату, «распри».